# Cantone di Chalindrey
Il Cantone di Chalindrey è una divisione amministrativa dell'Arrondissement di Langres.
È stato costituito a seguito della riforma approvata con decreto del 17 febbraio 2014, che ha avuto attuazione dopo le elezioni dipartimentali del 2015.

## Composizione
Comprende 45 comuni:
- Anrosey
- Arbigny-sous-Varennes
- Belmont
- Bize
- Champsevraine
- Celsoy
- Chalindrey
- Champigny-sous-Varennes
- Chaudenay
- Chézeaux
- Coiffy-le-Bas
- Culmont
- Farincourt
- Fayl-Billot
- Genevrières
- Gilley
- Grandchamp
- Grenant
- Guyonvelle
- Haute-Amance
- Heuilley-le-Grand
- Laferté-sur-Amance
- Les Loges
- Maizières-sur-Amance
- Noidant-Chatenoy
- Le Pailly
- Palaiseul
- Pierremont-sur-Amance
- Pisseloup
- Poinson-lès-Fayl
- Pressigny
- Rivières-le-Bois
- Rougeux
- Saint-Broingt-le-Bois
- Saint-Vallier-sur-Marne
- Saulles
- Savigny
- Soyers
- Torcenay
- Tornay
- Valleroy
- Varennes-sur-Amance
- Velles
- Violot
- Voncourt